# Campeonato Sudamericano de Gimnasia Rítmica de 2016
El Campeonato Sudamericano de Gimnasia Rítmica de 2016 fue disputado en Paipa (Colombia); entre el 6 y 9 de octubre de 2016.

## Participantes
De acuerdo a la página oficial, participaron gimnastas de 7 países, en cuatro categoríasː infantil A (9-10 años), infantil B (11-12 años), juvenil (13-15 años) y élite (mayor a 16 años).
| - Argentina - Bolivia - Brasil - Chile | - Colombia - Ecuador - Venezuela |

## Resultados
Fuente oficialː
| Evento                       | Oro                                                            | Plata                                                         | Bronce                                                      |
| ---------------------------- | -------------------------------------------------------------- | ------------------------------------------------------------- | ----------------------------------------------------------- |
| Individual concurso completo | Natalia Gaudio                                                 | Michelle Sánchez                                              | Lina Dussan                                                 |
| Aro                          | Natália Gaudio                                                 | Michelle Sánchez                                              | Isabella Arévalo                                            |
| Mazas                        | Natalia Gaudio                                                 | Michelle Sánchez                                              | Lina Dussan                                                 |
| Pelota                       | Natalia Gaudio                                                 | Lina Dussan                                                   | Michelle Sánchez                                            |
| Equipo concurso completo     | Brasil · Natalia Gaudio · Gabriela Paixao · Carolina Tonelotto | Venezuela · Michelle Sánchez · Grisbel López · Damelis Valero | Colombia · Lina Dussan · Isabella Arévalo · Veronica Orozco |
| Grupo 6 mazas y 2 aros       | No entregada                                                   | No entregada                                                  | No entregada                                                |
| Grupo 5 cintas               | Chile                                                          | Argentina                                                     | No entregada                                                |
| Grupo concurso completo      | Chile                                                          | Argentina                                                     | No entregada                                                |

## Medallero
| #     | País      | Medalla de oro, América del Sur | Medalla de plata, América del Sur | Medalla de bronce, América del Sur | Total |
| ----- | --------- | ------------------------------- | --------------------------------- | ---------------------------------- | ----- |
| 1     | Brasil    | 5                               | 0                                 | 0                                  | 5     |
| 1     | Chile     | 2                               | 0                                 | 0                                  | 2     |
| 2     | Venezuela | 0                               | 4                                 | 1                                  | 5     |
| 3     | Argentina | 0                               | 2                                 | 0                                  | 2     |
| 4     | Colombia  | 0                               | 1                                 | 4                                  | 5     |
| Total | Total     | 7                               | 7                                 | 5                                  | 19    |